# عبد المطلب بن ربيعة بن الحارث
عبد المطلب بن ربيعة بن الحارث هو الصحابي عبد المطلب بن ربيعة بن الحارث بن عبد المطلب بن هاشم القرشي الهاشمي، أبوه: ربيعة بن الحارث بن عبد المطلب، (ابن أخ عبد الله بن عبد المطلب). وأمه أم الحكم بنت الزبير بن عبد المطلب بن هاشم القرشي الهاشمي. قال ابن عبد البر: «سكن المدينة ثم انتقل إلى الشام في خلافة عمر رضي الله عنه ونزل دمشق وابتنى بها داراً، ومات في إمرة يزيد وأوصى إلى يزيد فقبل وصيته». توفي في دمشق، في زمن إمرة يزيد بن معاوية، سنة: 62 هـ أو: 61 هـ.

## اسمه
اسمه: عبد المطلب بن ربيعة بن الحارث بن عبد المطلب بن هاشم بن عبد مناف القرشي الهاشمي. وقيل: اسمه المطلب، وأمه أم الحكم بنت الزبير بن عبد المطلب بن هاشم، قال ابن الأثير: «وكان على عهد رسول الله صلى الله عليه وسلم رجلاً، قاله الزبير، وقيل: كان غلاماً، والله أعلم. ولم يغير رسول الله صلى الله عليه وسلم اسمه».
قال ابن عبد البر: «كان على عهد رسول الله صلى الله عليه وسلم رجلا، ولم يغير اسمه فيما علمت». وقال ابن حجر: وفيما قاله نظر فإن الزبير بن بكار أعلم من غيره بنسب قريش وأحوالهم ولم يذكر أن اسمه إلا المطلب. وقد ذكر العسكري أن أهل النسب إنما يسمونه المطلب وأما أهل الحديث فمنهم من يقول المطلب ومنهم من يقول عبد المطلب. وحكى البغوي والطبراني الوجهين وصوب الطبراني المطلب وعليه اقتصر ابن عساكر في التاريخ. الإصابة.
قال الزبير: «وكان على عهد رسول الله صلى الله عليه وسلم رجلا ولم يزل بالمدينة إلى عهد عمر ثم تحول إلى دمشق فنزلها وهلك بها وأوصى إلى يزيد بن معاوية فقبل وصيته وكان لولده محمد بها قدر وشرف».

## روايته
قال ابن حجر: «روى عن النبي ﷺ وعن علي». وروى عنه ابنه عبد الله وعبد الله بن الحارث بن نوفل.
روى الزهري، عن عبد الله بن عبد الله بن الحارث بن نوفل بن الحارث بن عبد المطلب، عن عبد المطلب بن ربيعة بن الحارث قال: «اجتمع ربيعة بن الحارث والعباس فقالا: والله لو بعثنا هذين الغلامين إلى رسول الله ﷺ، فكلماه، فأمّرهما على هذه الصدقات.. وذكر الحديث».
أخبرنا إبراهيم بن محمد بن مهران وإسماعيل بن محمد بإسنادهما إلى أبي عيسى السلمي، حدثنا قتيبة، حدثنا أبو عوانة، عن يزيد بن أبي زياد، عن عبد الله بن الحارث قال: حدثني عبد المطلب بن ربيعة بن الحارث بن عبد المطلب: «أن العباس بن عبد المطلب دخل على النبي ﷺ مغضباً وأنا عنده، فقال: ما أغضبك؟ فقال: يا رسول الله، ما لنا ولقريش! إذ تلاقوا بينهم تلاقوا بوجوه مبشرة، وإذا لقونا لقونا بغير ذلك! قال: فغضب رسول الله ﷺ حتى احمر وجهه، ثم قال: "والذي نفسي بيده لا يدخل قلب رجل الإيمان حتى يحبكم لله ولرسوله". ثم قال: "أيها الناس، من آذى عمي فقد آذاني، فإنما عم الرجل صنو أبيه"». أخرجه الترمذي وغيره.

### روايته في الزكاة
روى مسلم في صحيحة في الزكاة حديثا بسنده: عن مالك عن الزهري أن عبد الله بن عبد الله بن نوفل بن الحارث بن عبد المطلب حدثه أن عبد المطلب بن ربيعة بن الحارث حدثه قال: «اجتمع ربيعة بن الحارث والعباس بن عبد المطلب فقالا: والله لو بعثنا هذين الغلامين: قالا لي وللفضل بن عباس إلى رسول الله ﷺ فكلماه فأمرهما على هذه الصدقات فأديا ما يؤدي الناس وأصابا مما يصيب الناس. قال: فبينما هما في ذلك جاء علي بن أبي طالب فوقف عليهما فذكرا له ذلك فقال علي بن أبي طالب: لا تفعلا فوالله ما هو بفاعل فانتحاه ربيعة بن الحارث فقال: والله ما تصنع هذا إلا نفاسة منك علينا فوالله لقد نلت صهر رسول الله صلى الله عليه وسلم فما نفسناه عليك قال علي أرسلوهما فانطلقا واضطجع علي.
قال فلما صلى رسول الله ﷺ الظهر سبقناه إلى الحجرة فقمنا عندها حتى جاء فأخذ بآذاننا ثم قال: أخرجا ما تصرران،(1) ثم دخل ودخلنا عليه وهو يومئذ عند زينب بنت جحش قال فتواكلنا الكلام ثم تكلم أحدنا فقال يا رسول الله أنت أبر الناس وأوصل الناس وقد بلغنا النكاح،(2) فجئنا لتؤمرنا على بعض هذه الصدقات فنؤدي إليك كما يؤدي الناس ونصيب كما يصيبون قال فسكت طويلا حتى أردنا أن نكلمه. قال: وجعلت زينب تلمع علينا من وراء الحجاب أن لا تكلماه. قال: ثم قال: إن الصدقة لا تنبغي لآل محمد إنما هي أوساخ الناس ادعوا لي محمية، (3) -وكان على الخمس- ونوفل بن الحارث بن عبد المطلب، قال: فجاءاه فقال لمحمية: أنكح هذا الغلام ابنتك للفضل بن عباس فأنكحه وقال لنوفل بن الحارث أنكح هذا الغلام ابنتك لي فأنكحني وقال لمحمية أصدق عنهما من الخمس كذا وكذا قال الزهري ولم يسمه لي».
ولمسلم: «إن الصدقة لا تنبغي لآل محمد». قال هذا لعبد المطلب بن ربيعة بن الحارث، والفضل بن العباس بن عبد المطلب وقد سألاه العمل على الصدقة بنصيب العامل، فيين لهم أنها محرمة على آل محمد، سواء كانت بسبب العمل، أو بسبب الفقر والمسكنة وغيرهما. وقوله: «إنما هي أوساخ الناس»: تنبيه على العلة في تحريمها على بني هاشم وبني المطلب، وأنها لكرامتهم وتنزيههم عن الأوساخ، ومعنى: «أوساخ الناس» أنها تطهير لأموال الناس ونفوسهم، كما قال تعالى: ﴿خذ من أموالهم صدقة تطهرهم وتزكيهم بها﴾، فهي كغسالة الأوساخ.

## زواجه
تزوج عبد المطلب بن ربيعة بابنة أبي سفيان بن الحارث بن عبد المطلب، وذكر زواجه في حديث أخرجه مسلم وغيره. وقد كان حينها في أولى مراحل الشباب، 
ثبت في صحيح مسلم من حديثه: «أن النبي ﷺ أمر بتزويجه..» لما سأله هو والفضل بن العباس أن يعملا في الصدقات بأجر العامل، ولم يكونا يعلمان بحكم تحريم الصدقة على آل محمد ولو بأجرة عامل. وقال مصعب الزبيري: زوجه أبو سفيان بن الحارث بن عبد المطلب ابنته. وتفصيل ذلك مذكور في حديث عند مسلم وفيه: «ادعوا لي محمية،(3) -وكان على الخمس- ونوفل بن الحارث بن عبد المطلب، قال: فجاءاه فقال لمحمية: أنكح هذا الغلام ابنتك للفضل بن عباس فأنكحه وقال لنوفل بن الحارث أنكح هذا الغلام ابنتك لي فأنكحني وقال لمحمية أصدق عنهما من الخمس كذا وكذا قال الزهري: ولم يسمه لي».

## وفاته
توفي في دمشق سنة: 62 هـ أو: 61 هـ في زمن إمرة يزيد بن معاوية. قال ابن الأثير: توفي بدمشق، فصلى عليه معاوية، وقال ابن أبي عاصم: كأنه توفي سنة إحدى وستين. وقال ابن حجر: سنة اثنتين وستين وأرخه ابن أبي عاصم والطبراني سنة إحدى وستين.

## هامش
1: تجمعانه في صدوركما من الكلام
2: قوله: قد بلغنا النكاح أي: الحلم كقوله تعالى: ﴿حتى إذا بلغوا النكاح﴾.
3: محمية بن جزء بميم مفتوحة ثم حاء مهملة ساكنة ثم ميم أخرى مكسورة ثم ياء مخففة، وجزء بجيم مفتوحة ثم زاي ساكنة ثم همزة، قال النووي: هذا هو الأصح، قال القاضي: هكذا تقوله عامة الحفاظ وأهل الإتقان ومعظم الرواة. شرح النووي على مسلم ص147